# Екстременья (футбольний клуб)

Старий логотип клубу

«Екстременья» (кат. Unió Esportiva Extremenya Comercial Aris) — професійний андоррський футбольний клуб із паррокії Ла-Массана, заснований 1998 року. За підсумками сезону 2015/16 у Сегоні (другому за значимістю дивізіоні Андорри) посів 4 місце, але припинив участь. Відродився у 2018 році. У 2020 році знову відмовився від участі у чемпіонаті у зв'язку зі скрутним фінансовим становищем, пропустивши розіграш сезону 2020/21. Заявився на розіграш Сегони Дивізіо 2021/22.

## Хронологія назв
- 1998: Франкфурт Керні
- 2002: ФК Керні
- 2003— : УЕ Екстременья

## Історія
Команду було засновано в 1998 році під назвою КЕ Керні. Сезон 1998/99 років клуб відіграв у Прімера Дівісіо, але за підсумками цього ж сезону вилетів до Сегона Дівісіо. У другому дивізіоні команда продовжувала свої виступи допоки в сезоні 2002/03 років не повернулася до Прімера Дівісіо. Клуб знову посів останнє 8-е місце та вилетів до Сегона Дівісіо.
Наступного разу команда знову вилетіла до другого дивізіону в сезоні 2005/06 років, коли провела лише один сезон у вищому дивізіоні чемпіонату. Загалом, сезон 2005/06 років був просто катастрофічним для клубу, протягом турнірної дистанції команда набрала лише 1 очко (завдяки нічиї з рахунком 1:1 з «Принсіпатом», яку команда виборола 12 лютого 2006 року).
Наступного сезону вони фінішували на 5-му місці у Другому дивізіоні чемпіонату Андорри. Команда жодного разу так і не змогла затриматися на два сезони поспіль у Прем'єр-лізі Андорри, провівши лише 3 окремих сезони у вищому дивізіоні (1999/00, 2003/04 та 2006/07 років).
Одного разу «Екстременья» виступала у плей-оф за право виходу до Прімера Дівісіо після того як фінішувала на 3-му місці у другому дивізіоні чемпіонату Андорри сезону 2009/10 років (оскільки друге місце, яке давало змогу грати у перехідних матчах за право виходу до Прімери, посіла друга команда «Лузітанос» ― «Лузітанос Б»). У матчі плей-оф за право виходу до Прімери Дівісіо «Екстременья» поступилася «Енкампу» за сумою двох поєдинків з рахунком 2:5.
Два роки потому, у сезоні 2011/12 років, «Екстременья» знову посіла друге місце у Сегона Дівісіо. У матчі за право вийти до вищого дивізіону національного чемпіонату поступившись «Інтеру» з сумарним рахунком 0:3.
У сезоні 2013/14 року знову клуб знову грав у плей-оф, посівши шосте місце у Сегоні (третє і п'яте місця посіли другі команди «Лузітаноса» і «УЕ Санта-Коломи», а за правилами чемпіонату Андорри другі команди клубів не можуть виступати в одному дивізіоні з своїми основними командами).
Чотири кращі команди дивізіону мали зіграти між собою по два матчі. «Екстременья» програла три матчі з загальним рахунком 14:5, двічі зіграла внічию, та одержала одну перемогу над «Ранжерсом» з рахунком 1:0, чого не вистачило для виходу у наступний раунд плей-оф.
У сезоні 2015/16 клуб посів четверте місце, після чого оголосив про зняття зі змагань у наступному сезоні.
Команда відновила своє існування у 2018 році, заявившись у Сегону на розіграш сезону 2018/19. Посівши дев'яте місце, вона взяла участь у плей-оф за вихід до Прімери, так як за новим форматом турніру, плей-оф грали шість найкращих клубів Сегони.
«Екстременья» зіграла внічию з «Ранжерсом» (3:3), після чого програла чотири матчі поспіль з загальним рахунком 29:2. Зокрема виділяються поразки від «Карроя» з рахунком 10:1 і «Ла-Массани» (10:0). За результатами плей-оф команда знову залишилася у Сегоні.
У сезоні 2019/20 команда виграла лише двічі, програвши 13 матчів чемпіонату, посіла останнє місце і знову зникла з футбольної мапи Андорри. У сезоні 2020/21 не брала участі, заявившись на розіграш 2021/22 року.

## Досягнення
- Сегона Дівісіо
  -  Срібний призер (4): 2001/02, 2004/05, 2007/08, 2011/12
  -  Бронзовий призер (1): 2009/10

## Колір та прапор
Традиційними кольорами клубу є чорний, білий та зелений, які тотожні прапору іспанської автономної області Естремадура. Прапор Естремадури знаходиться на формі гравців клубу.

## Статистика виступів у національних турнірах

### Статистика виступів у чемпіонаті
| Сезон   | Дивізіон        | Місце у чемпіонаті | І               | В               | Н               | П               | ЗМ              | ПМ              | О               | Примітки        |
| ------- | --------------- | ------------------ | --------------- | --------------- | --------------- | --------------- | --------------- | --------------- | --------------- | --------------- |
| 1998/99 | Прімера Дівісіо | 9                  | 22              | 5               | 1               | 16              | 23              | 83              | 16              | Пониження       |
| 1999/00 | Сегона Дівісіо  | 6                  | ?               | ?               | ?               | ?               | ?               | ?               | ?               |                 |
| 2000/01 | Сегона Дівісіо  | ?                  |                 |                 |                 |                 |                 |                 |                 |                 |
| 2001/02 | Сегона Дівісіо  | 2                  | 17              | 10              | 2               | 5               | 37              | 31              | 32              | Підвищення      |
| 2002/03 | Прімера Дівісіо | 8                  | 22              | 2               | 1               | 19              | 21              | 85              | 7               | Пониження       |
| 2003/04 | Сегона Дівісіо  | 6                  | 16              | 7               | 2               | 7               | 28              | 32              | 23              |                 |
| 2004/05 | Сегона Дівісіо  | 2                  | 18              | 11              | 4               | 3               | 35              | 22              | 37              | Підвищення      |
| 2005/06 | Прімера Дівісіо | 8                  | 20              | 0               | 1               | 19              | 11              | 98              | 1               | Пониження       |
| 2006/07 | Сегона Дівісіо  | 5                  | 14              | 4               | 3               | 7               | 30              | 29              | 15              |                 |
| 2007/08 | Сегона Дівісіо  | 2                  | 16              | 14              | 0               | 2               | 42              | 13              | 42              | Плей-оф         |
| 2008/09 | Сегона Дівісіо  | 4                  | 18              | 6               | 9               | 5               | 40              | 30              | 25              |                 |
| 2009/10 | Сегона Дівісіо  | 3                  | 20              | 12              | 3               | 5               | 45              | 24              | 39              | Плей-оф         |
| 2010/11 | Сегона Дівісіо  | 4                  | 23              | 12              | 2               | 9               | 70              | 40              | 38              |                 |
| 2011/12 | Сегона Дівісіо  | 2                  | 18              | 13              | 2               | 3               | 62              | 17              | 41              | Плей-оф         |
| 2012/13 | Сегона Дівісіо  | 8                  | 22              | 9               | 2               | 11              | 41              | 33              | 29              |                 |
| 2013/14 | Сегона Дівісіо  | 6                  | 20              | 9               | 2               | 9               | 53              | 39              | 29              | Плей-оф         |
| 2014/15 | Сегона Дівісіо  | 8                  | 10              | 3               | 3               | 4               | 15              | 18              | 12              |                 |
| 2015/16 | Сегона Дівісіо  | 4                  | 23              | 17              | 1               | 5               | 85              | 26              | 52              |                 |
| 2016/17 | Не брала участі | Не брала участі    | Не брала участі | Не брала участі | Не брала участі | Не брала участі | Не брала участі | Не брала участі | Не брала участі | Не брала участі |
| 2017/18 | Не брала участі | Не брала участі    | Не брала участі | Не брала участі | Не брала участі | Не брала участі | Не брала участі | Не брала участі | Не брала участі | Не брала участі |
| 2018/19 | Сегона Дівісіо  | 9                  | 18              | 3               | 3               | 12              | 30              | 60              | 12              | Плей-оф         |
| 2019/20 | Сегона Дівісіо  | 10                 | 15              | 2               | 0               | 13              | 10              | 71              | 3*              |                 |
| 2020/21 | Не брала участі | Не брала участі    | Не брала участі | Не брала участі | Не брала участі | Не брала участі | Не брала участі | Не брала участі | Не брала участі | Не брала участі |
| 2021/22 | Сегона Дівісіо  |                    |                 |                 |                 |                 |                 |                 |                 |                 |

*З клубу було знято 3 очки

### Статистика виступів уКубку Андорри
| Сезон | Результат       |
| ----- | --------------- |
| 1998  | ?               |
| 1999  | ?               |
| 2000  | Перший раунд    |
| 2001  | Перший раунд    |
| 2002  | Не брала участі |
| 2003  | 1/4 фіналу      |
| 2004  | Перший раунд    |
| 2005  | Перший раунд    |
| 2006  | 1/4 фіналу      |
| 2007  | Другий раунд    |
| 2008  | 1/4 фіналу      |
| 2009  | 1/4 фіналу      |
| 2010  | 1/4 фіналу      |
| 2011  | Другий раунд    |
| 2012  | Третій раунд    |
| 2013  | Перший раунд    |
| 2014  | Перший раунд    |
| 2015  | 1/8 фіналу      |
| 2016  | Перший раунд    |
| 2017  | Не брала участі |
| 2018  | Не брала участі |
| 2019  | Не брала участі |
| 2020  | Не брала участі |
| 2021  | Не брала участі |
| 2022  |                 |
| 2023  |                 |

## Відомі тренери
- Альберт Жанса Гірона